# Плетч, Оскар
Оскар Плетч (нем. Oscar Pletsch, 26 марта 1830, Берлин — 12 января 1888, Радебойль) — немецкий художник-иллюстратор, жанрист. Профессор.

## Биография
Родился в семье бедного учителя рисования и литографа в Берлине.
С 1846 по 1850 год учился в Дрездене в Академии художеств у Людвига Рихтера и Эдуарда Бендеманна. Для творчества им был избран жанр бытовой живописи с мотивами повседневной семейной жизни — в начале он посвятил себя иллюстрации, в основном с изображениями детей. Его любимой техникой стала гравюра на дереве.
До 1855 года работал в Дрездене, затем вернулся в Берлин, где жил до 1871 года.
В 1860 году к нему пришёл первый большой успех благодаря иллюстрации книги «Детская в 36 картинках» (Die Kinderstube in 36 Bildern. Hamburg, 1860). Книга вышла с посвящением наследному принцу Фридриху Уильяму Виктору Альберту Прусскому — будущему императору Вильгельму II. Книгу открывало стихотворное предисловие самого Плетча, датированное июнем 1859 года. Титульный лист содержал указание, что оригиналы рисунков находятся в собственности Его высочества. Это был дар художника к рождению кронпринца, что, возможно, способствовало популярности издания и обеспечило его успех. 36 картин Плетча были гравированы Августом Габером (1823–1894) — постоянным сотрудником его учителя Людвига Рихтера. Die Kinderstube выдержала множество переизданий.
В 1869 году в Петербурге издательством М. О. Вольфа, известным своими иллюстрированными книгами для детей, был выпущен русский перевод книги «Тесная дружба» (Gute Freundschaft). Книга содержала 24 иллюстрации. Подписи ко всем рисункам были переведены на русский достаточно точно по смыслу. Стихотворный сборник «Kleines Volk: 20 Charakterzeichnungen von Oskar Pletsch» был выпущен в 1869 году также в издательстве М. Вольфа. в русском переводе он получил название «Маленькие люди» и содержал 16 рисунков. Книга «Allerlei Schnik-Schnak» была издана тем же М. О. Вольфом под названием «Первые шаги жизни: Очерки с натуры» (187–?). Этак книга вместо 48 картин из немецкого сборника содержала всего 32 иллюстрации. Известны и другие книги на русском языке, иллюстрированные Оскаром Плетчем.
С тех пор до 1881 года иллюстрации Плетча к детским книгам появлялись ежегодно, в основном изданные Альфонсом Дюрром («Alphons Dürr») в Лейпциге. Плетч стал одним из самых популярных иллюстраторов детских книг XIX века, публиковавшийся также в Англии, Франции, Швеции, США и России.
В 1872 году, на пике своего успеха, Плетч переехал  из Берлина в Радебойль, в свой собственный дом и студию, принадлежавшую братьям Циллер на Борштрассе, 57, где он жил и работал до своей смерти в 1888 году. Похоронен на кладбище Радебойль-Вест.
В 1877 году Король Саксонии присвоил Плетчу звание профессора.